# Пьянов, Валентин Александрович
Валентин Александрович Пьянов (21 июля 1991, Новосибирск) — российский хоккеист, центральный нападающий.

## Карьера
Воспитанник новосибирской ДЮСШ по хоккею. Принимал непосредственное участие в детских и юношеских чемпионатах и первенствах в составе команды «Сибирь». В сезоне 2009/10 дебютировал в составе клуба «Сибирские Снайперы» в первенстве МХЛ. Позднее выступал за клуб МХЛ «Омские Ястребы». В сезоне 2012/13 дебютировал в КХЛ, сыграв 5 матчей за «Авангард».
В сезоне 2013/14 играл в чемпионате Чехии за клуб «Пардубице». Сезон 2014/15 начал в составе клуба КХЛ «Лада». Проведя пять игр, отправился играть в клуб ВХЛ «Ариада». В сезоне 2015/16 вернулся в «Авангард». В сезоне 2018/19 был отдан в скрытую аренду в клуб КХЛ «Амур». В сезоне 2019/20 вернулся «Авангард». В сезоне 2020/21 играл за «Амур». 16 мая 2021 года вернулся в Новосибирск, заключив с родным клубом контракт на 2 сезона. 30 апреля 2023 года покинул клуб. 11 мая 2023 года подписал двухлетнее соглашение с омским «Авангардом», но 30 апреля 2024 года клуб объявил о расторжении контракта. 6 мая 2024 года «Сибирь» объявила о подписании двухлетнего контракта с Пьяновым.

## Статистика
| Легенда | Легенда                    | Легенда | Легенда                   | Легенда | Легенда    |
| ------- | -------------------------- | ------- | ------------------------- | ------- | ---------- |
| И       | Количество проведённых игр | Штр     | Штрафное время            | +/−     | Плюс-минус |
| Г       | Голы                       | П       | Голевые передачи          | О       | Очки       |
| -       | Статистика неизвестна      | —       | Статистика не учитывалась |         |            |

## Достижения
- Чемпион МХЛ, обладатель Кубка Харламова, 2012
- Чемпион МХЛ, обладатель Кубка Харламова, 2013